# 维滕
维滕（德語：Wetter，發音：[ˈvɪtn̩] ⓘ）是德国北莱茵-威斯特法伦州阿恩斯贝格行政区恩讷珀-鲁尔县的城市，面积72.4平方千米，2023年12月31日人口为95,724人。
1974年前维滕曾是非县辖城市，1975年行政区划改制后，维滕划入恩讷珀-鲁尔县，并一直是该县的最大城市。1975年，维滕的人口首次超过10万，达到了德国“大城市”（Großstadt）的门槛。

## 友好城市
以下是維滕的友好城市：
- 法國 博韦 （自1975年）
- 英格兰 巴金和達格納姆區（自1979年）
- 奥地利 马尔尼茨（自1979年）
- 以色列 莱夫沙龙（英语：Lev HaSharon Regional Council）（自1979年）
- 德国 比特费尔德-沃尔芬（自1990年）
- 俄羅斯 库尔斯克（自1990年）
- 波蘭 特切夫（自1990年）
- 尼加拉瓜 聖卡洛斯（自1990年）
- 衣索比亞 默格莱（自2016年）